# سیسال
سیسال (نام علمی: Agave sisalana) نام یک گونه از سرده آگاوه است.

## مقدمه
سیسال با نام گیاه‌شناسی Agave sisalana، نام یک گونه از سرده آگاوه، بومی جنوب مکزیک است اما در بسیاری از کشورهای دیگر به‌طور گسترده کشت می‌شود.
سیسال‌ها دارای برگ‌های گوشتی هستند که از یک جوانهٔ مرکزی رشد می‌کنند. وقتی که برگ‌ها رشد کرده و بزرگ می‌شوند به طول ۱ تا ۱/۵۰ متر و حدود ۱۰ سانتی‌متر عرض می‌رسند.
در طول برگ‌ها ممکن است دندانه‌هایی به طول چند سانتی‌متر وجود داشته باشد اما با رشد برگ‌ها این دندانه‌ها از بین می‌روند. این برگ‌ها سنگین هستند اما تقریباً ۹۰٪ وزن آن‌ها رطوبت و آب است. علیرغم آب زیاد موجود در برگ، ماهیت خود برگ و خمیر به دست آمده از آن سفت و سخت است. برزیل، تانزانیا و چین از بزرگ‌ترین تولیدکنندگان این الیاف در دنیا به حساب می‌آیند. بعضی اوقات از سیسال به عنوان " کنف سیسال " یاد می‌شود، زیرا قرن‌ها منبع اصلی الیاف، کنف بوده و منابع الیاف دیگر نیز نام آن را گرفته‌اند.
گیاه سیسال دارای طول عمر ۷ تا ۱۰ سال است و به‌طور معمول ۲۰۰ تا ۲۵۰ برگ قابل استفاده تجاری تولید می‌کند. از هر برگ به‌طور معمول می‌توان ۱۰۰۰ الیاف استخراج کرد. الیاف تنها حدود ۴٪ از وزن کل برگ را تشکیل می‌دهند. سیسال یک گیاه منطقهٔ گرمسیری و نیمه گرمسیری محسوب می‌شود، زیرا برای کشت و رشد آن به دمایی بالاتر از ۲۵ درجه سانتیگراد نیاز است.

## تاریخچه
سیسال توسط آزتک‌ها و مایاها (معروف‌ترین قوم‌های سرخپوست در مکزیک) برای ساخت پارچه و کاغذ خام مورد استفاده قرار می‌گرفت.
در قرن نوزدهم کشت سیسال به فلوریدا، جزایر کارائیب و برزیل و همچنین کشورهایی در آفریقا به ویژه تانزانیا، کنیا و نیز آسیا گسترش یافت. در کوبا کشت آن در سال ۱۸۸۰ توسط فرناندو حیدریش در ماتانزاس معرفی شد.
اولین کشت تجاری سیسال در برزیل در اواخر دهه ۱۹۳۰ شروع شد و اولین صادرات الیاف سیسال از آنجا در سال ۱۹۴۸ صورت گرفت. در دهه ۱۹۶۰ تولید این الیاف در برزیل شتاب گرفت و اولین کارخانه تولید سیسال تأسیس شد. امروزه برزیل بزرگ‌ترین تولیدکننده سیسال در جهان است. رشد سیسال تأثیرات مثبت و منفی برای محیط و زمین دارد.

## نحوهٔ کشت
تکثیر سیسال عموماً با استفاده از پیازهای تولید شده از جوانه‌های موجود در ساقه صورت می‌گیرد. این جوانه‌ها در مزارع اولیه پرورش می‌یابند تا زمانی که به اندازه کافی بزرگ شوند تا به جایگاه نهایی خود انتقال داده شوند. این روش‌ها هیچ پتانسیل پیشرفت ژنتیکی ندارند اما روش درون کشتگاهی ماده ژنتیکی انتخاب شده، با استفاده از روش کشت بافت مریستم (MST) پتانسیل قابل توجهی برای توسعه ماده ژنتیکی بهبود یافته ارائه می‌دهد.

## استخراج الیاف
الیاف باید پس از برش برگ خیلی زود استخراج شود. اگر برگ خشک شود، الیاف در طول فرایند تمیز کردن آسیب خواهد دید. فرایند استخراج، دکورتیکیشن یا الیاف‌سازی نامیده می‌شود.
فرایند استخراج دارای ۴ مرحله است:
- فشردن برگ‌ها
- دور ریختن قسمت داخلی برگ
- تمیز کردن الیاف طویل سیسال (با آب یا برس مخصوص)
- آویزان کردن الیاف در خطوط معین برای خشک شدن[۷]

در ابتدا برگ‌ها توسط یک چرخ چرخنده با چاقوهایی صاف آن قدر خرد و له می‌شوند تا فقط الیاف باقی بماند. در شرق آفریقا که تولید به‌طور معمول در ابعاد بزرگ انجام می‌شود، برگ‌ها به یک ظرف بزرگ ضدزنگ منتقل می‌شوند که در آن از آب برای شستشوی برگ‌ها استفاده می‌شود.
سپس الیاف خشک، تمیز و بسته‌بندی می‌شود. خشک کردن مناسب بسیار مهم است زیرا کیفیت الیاف تا حد زیادی به میزان رطوبت بستگی دارد. بر اساس تجربه ثابت شده‌است که خشک کردن الیاف به صورت مصنوعی باعث می‌شود درجه و کیفیت الیاف نسبت به خشک کردن به صورت طبیعی و در زیر آفتاب بهتر باشد، اما همیشه امکان خشک کردن الیاف به صورت مصنوعی در کشورهای در حال توسعه که سیسال تولید می‌کنند، وجود ندارد. در آب‌وهوای خشک شمال شرقی برزیل، سیسال عمدتاً توسط روستاییان کاشته می‌شود و رشد می‌یابد و توسط تیم‌هایی که از دستگاه‌هایی قابل حمل برای استخراج الیاف استفاده می‌کنند استخراج می‌شود. الیاف متعاقباً تمیز شده و سپس بسته‌بندی می‌شود.

## اثرات زیست‌محیطی
کشاورزی گیاه سیسال در ابتدا باعث تخریب محیط زیست شد، زیرا مزارع سیسال جایگزین جنگل‌های بومی شدند، اما هنوز نسبت به بسیاری از انواع کشاورزی، کمترین مقدار آسیب را دارند. در تولید سیسال از کودهای شیمیایی استفاده نمی‌شود اما هر از گاهی از علف‌کش‌ها استفاده می‌شود که ممکن است همین هم از میان برداشته شود زیرا بیشتر علف‌های هرز با دست کنده می‌شوند.
پس از فرایند تجزیه، ضایعات خارج شده از آن معمولاً به داخل رودخانه‌ها ریخته می‌شوند که باعث آلودگی جدی می‌شود.
در تانزانیا برنامه‌هایی برای استفاده از ضایعات به عنوان زیست‌سوخت وجود دارد.
سیسال در هاوایی و فلوریدا گیاهی آلوده کنندهٔ محیط زیست به‌شمار می‌آید.

## کاربردها
سیسال به دلیل استحکام بالا، قابلیت کشش و مقاومت در برابر پوسیدگی بسیار کاربرد دارد. الیاف سیسال با کیفیت، طویل هستند و به تنهایی یا ترکیب شده با پشم یا اکریلیک در فرش استفاده می‌شوند. الیاف درجه متوسط برای ساخت بندناف، طناب و نخ چندلا در کشاورزی و صنعت استفاده می‌شود. الیاف سیسال به دلیل مقاومت در برابر آب شور در محیط‌های دریایی نیز مورد استفاده قرار می‌گیرند.
الیاف درجه پایین به دلیل میزان بالای سلولز در صنعت کاغذ استفاده می‌شوند. یکی از کاربردهای قدیمی سیسال، به دلیل داشتن الیاف بلند و انعطاف‌پذیر، بند ناف است گرچه استفاده از آن تا حد زیادی کاهش یافته و جای خود را به پلی پروپیلن داده‌است. سیسال هنوز بهترین ماده برای ساخت تخته دارت است.
به دلیل سازگاری سیسال با محیط، در صنعت خودرو و هواپیما برای محکم کردن قطعات به جای فایبرگلاس از سیسال استفاده می‌شود. به دلیل مقرون به صرفه بودن در صنعت ساخت و ساز مسکن جهت محکم کردن گچ، ساخت پشت بام و عایق استفاده می‌شود. سیسال برای پرداخت فولاد بسیار عالیست، زیرا برای جلا دادن به فولاد به اندازه کافی قوی و جهت نخراشیدن آن به اندازه کافی نرم است. سیسال همچنین به عنوان یک ژئوتکستایل در احیا زمین، تثبیت دامنه‌ها و ساخت جاده‌ها مورد استفاده قرار می‌گیرد.
سایر محصولات تولید شده از الیاف سیسال شامل محصولات آرایشی، کمربندهای پشتی کمری، پارچه و بافر دیسک می‌باشد.
از آنجا که الیاف درصد کمی از گیاه را شامل می‌شود، تلاش‌هایی برای استفاده از مواد زاید این گیاه برای تولید بیوگازها، برای نگهداری راحت‌تر مواد در انبار و استخراج مواد دارویی صورت گرفته‌است.
سیسال به دلیل داشتن دوره طولانی گل دهی، منبع ارزشمندی از شهد برای زنبورهای عسل است. با این تفاوت که عسل تولید شده از گل این گیاه تیره و دارای طعم قوی و ناخوشایند است.
از آنجا که سیسال یک نوع گیاه آگاوه است، می‌توان آن را برای تهیه مشروبات الکلی تکیلا تقطیر کرد.
دیوار پوش سیسال از استانداردهای مقاومت در برابر سایش و مقاومت پارگی انجمن آمریکایی آزمایش و مواد و انجمن ملی آتش‌نشانی برخوردار است.
از جمله کاربردهای دیگر تولید پلیمرهای پلی‌لاکتیک اسید، پلی‌پروپیلن و کامپوزیت‌های آنها با الیاف سیسال است. هدف از این کار کاهش هزینه کامپوزیت‌های زیست‌تجزیه‌پذیری و همچنین بهبود مقاومت به ضربه PLA با استفاده از PP و تولید یک ترموپلاستیک نسبتاً ارزان‌تر بود. کامپوزیت‌های توسعه یافته از نظر خصوصیات مورفولوژیکی و مکانیکی شاخص هستند.

## آمارهای تولید و تجارت جهانی
تولید جهانی الیاف سیسال در سال ۲۰۱۳ به ۲۸۱ هزار تن رسیده‌است که برزیل با تولید ۱۵۰۵۴۸ تن در صدر است.
تانزانیا تقریباً ۳۴۸۷۵ تن، کنیا ۲۸۰۰۰ تن، ماداگاسکار ۱۸۹۵۰ تن و ۱۶۵۰۰ تن در چین تولید شده‌است. ونزوئلا با تولید ۴۸۲۶ تن بالاتر از مراکش، آفریقای جنوبی، موزامبیک و آنگولا قرار دارد. سیسال جایگاه ششم را در میان گیاهانی که کاربرد الیاف دارند به خود اختصاص داده‌است، و حدود ۲٪ از تولیدات الیاف گیاهی در جهان را شمل می‌شود. (الیاف گیاهی ۶۵٪ از کل الیاف مورد استفاده در جهان را تأمین می‌کند).

## نگارخانه

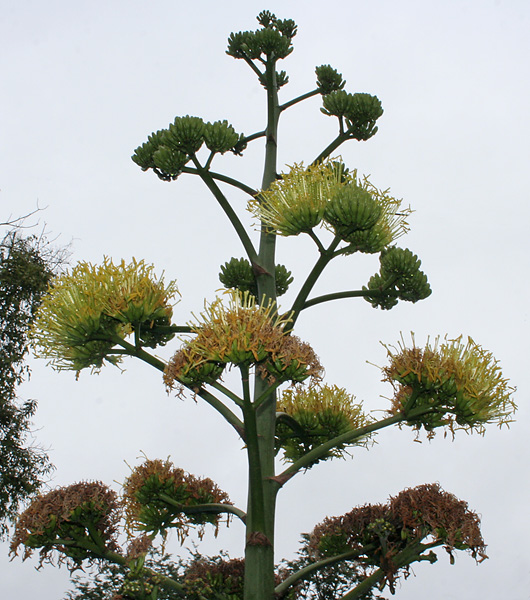
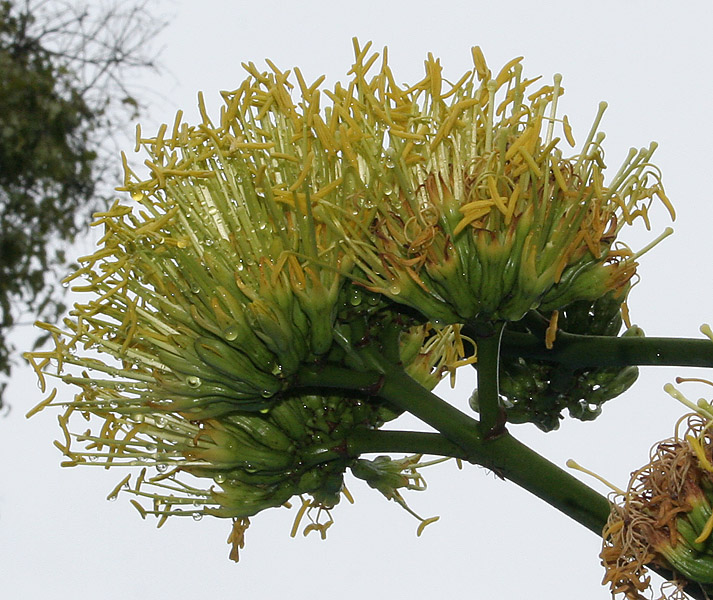

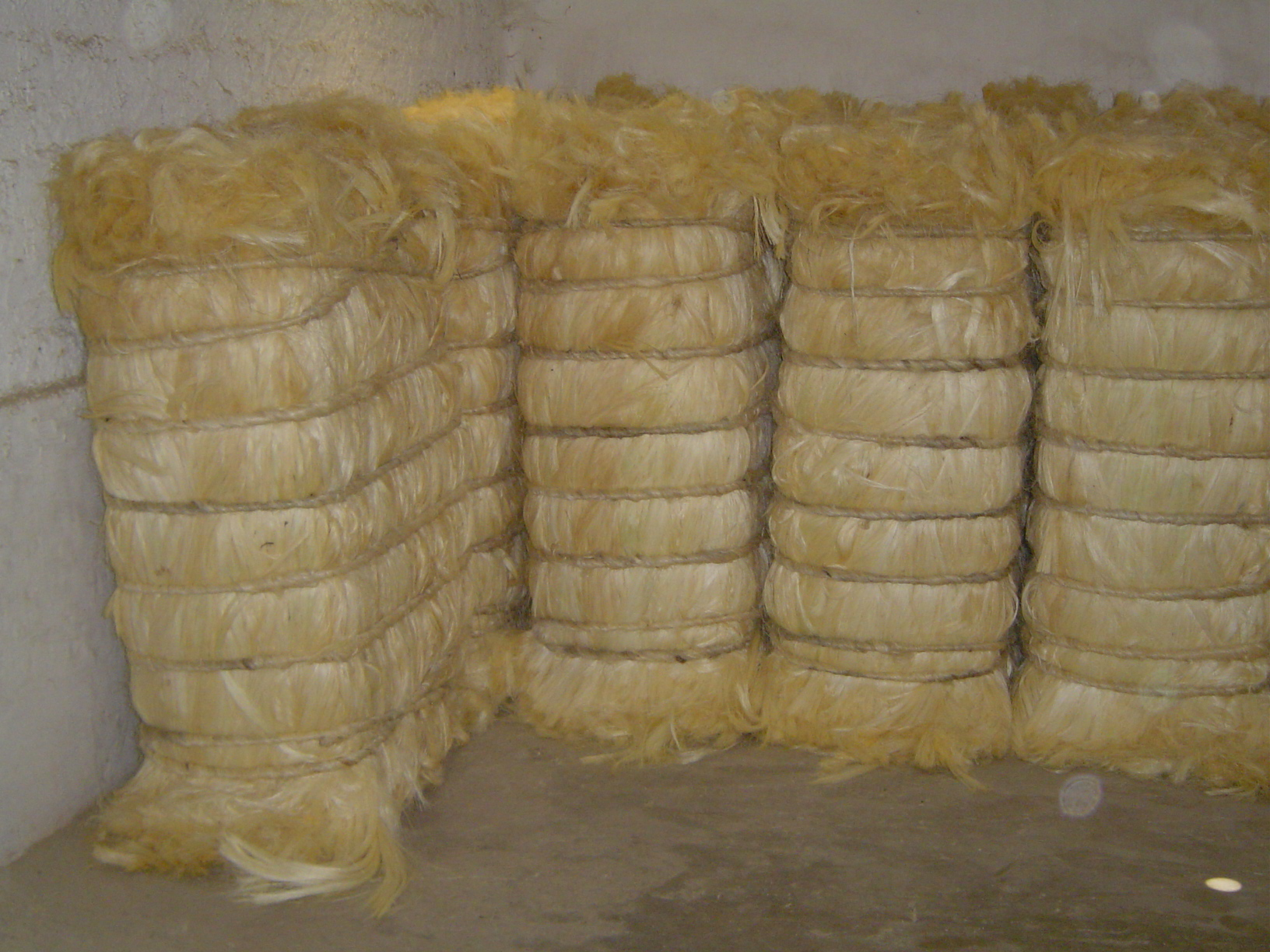
الیاف سیسال برزیلی بسته‌بندی شده
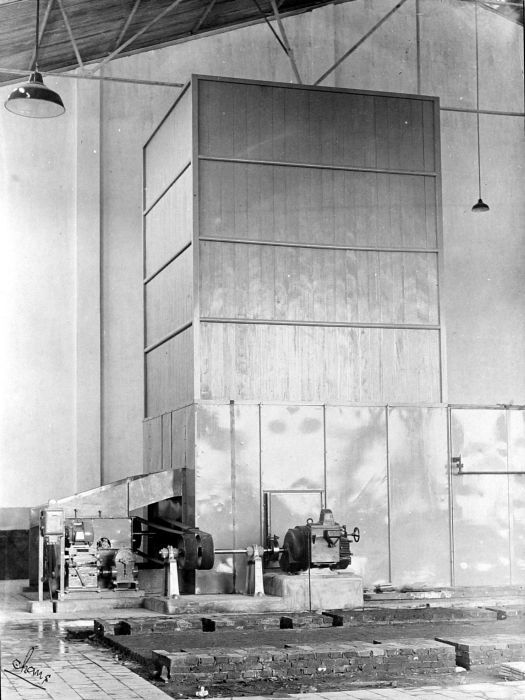
ماشین خشک کردن الیاف سیسال در جاوا (خشک کردن مصنوعی).
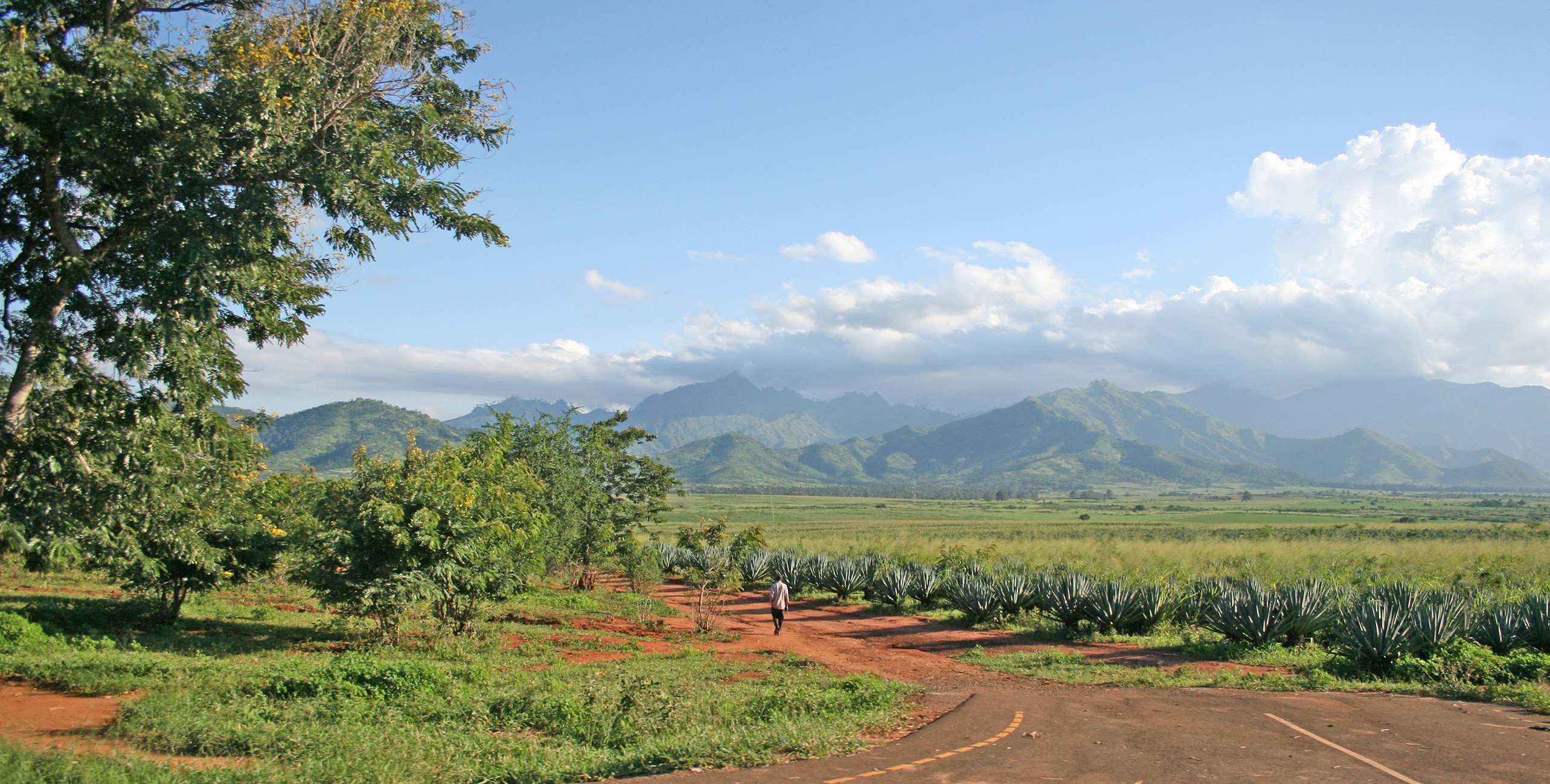
مزارع سیسال در موروگورو، تانزانیا
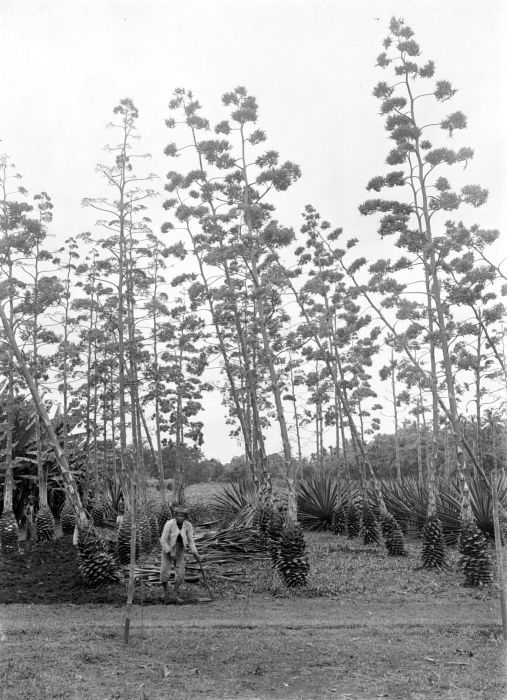
تصویر تاریخی نشانگر مزرعه سیسال در جاوا